# Erling Jensen
Erling Jensen (Skien, 1891. július 3. – Skien, 1973. szeptember 20.) olimpiai bronzérmes norvég tornász.
Az 1912. évi nyári olimpiai játékokon tornában svéd rendszerű összetett csapatversenyben bronzérmes lett.
Klubcsapata az Odd Grenland volt.